# Université du Kordofan
L'université du Kordofan (en arabe : جامعة كردفان) est une université publique soudanaise située à El Obeid, dans le Kordofan du Nord.

## Source
- (en) Cet article est partiellement ou en totalité issu de l’article de Wikipédia en anglais intitulé « University of Kordofan » (voir la liste des auteurs).